# Eurotunnel Le Shuttle

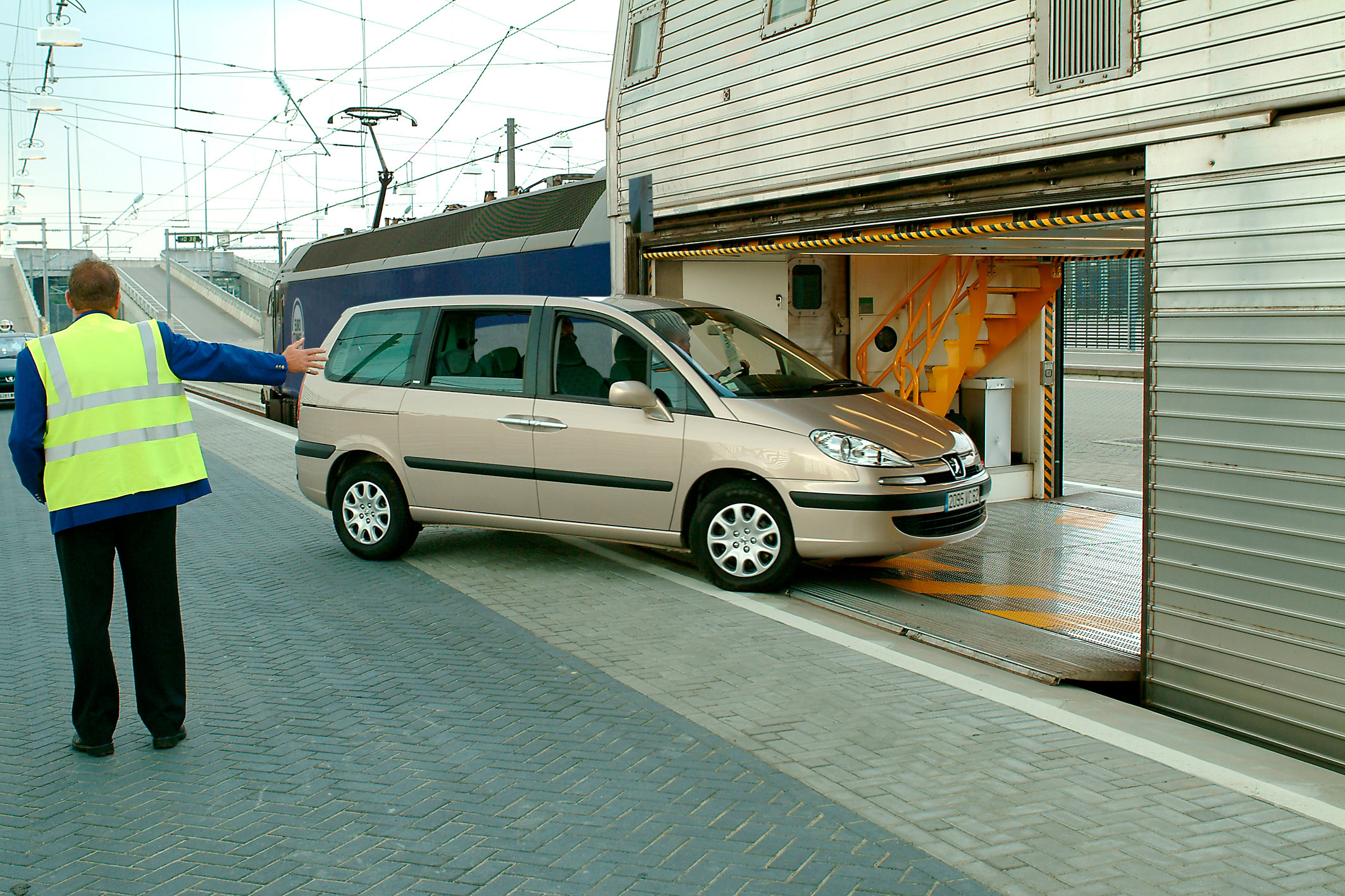
Een personenauto rijdt de autowagen van Le Shuttle in

Eurotunnel Le Shuttle is de trein die door de Kanaaltunnel rijdt, tussen Coquelles in Frankrijk en Folkestone in Engeland. Deze trein wordt zelf uitgebaat door de uitbater van de tunnel, namelijk Eurotunnel. Le Shuttle vervoert uitsluitend bussen, auto's en vrachtwagens. Passagiers te voet konden als alternatief de Eurostar nemen vanuit station Calais-Fréthun, maar de bediening daarvan is vanaf maart 2020 gestopt voor onbepaalde duur (status 2022). De reistijd van perron tot perron bedraagt ongeveer 35min. 
De wagens van de trein hebben een groter omgrenzingsprofiel dan standaard is voor de Britse of Franse spoorwegen. Ze kunnen alleen worden ingezet voor gebruik door de Kanaaltunnel. Bij beide terminals zijn mogelijkheden voor de treinen om een lus te maken en vervolgens terug te keren.

## Fietsvervoer
Fietsreizigers kunnen niet zelf de trein oprijden, maar kunnen een plaats in een minibus reserveren. Dat moet 10 dagen vooraf gebeuren.

## Treinen
De treindiensten van "Le Shuttle" worden uitgevoerd met twee treintypes: één voor het vervoer van personenvoertuigen en een type voor vrachtverkeer. 
De shuttles voor personenvervoer zijn ongeveer 775 meter lang en bestaan uit twee delen: het eerste gedeelte bestaat uit 12 enkeldek rijtuigen (+ twee laadwagons aan elke zijde). Deze rijtuigen zijn volledig afgesloten en kunnen hoge personenvoertuigen, bestelwagens en reisbussen laden. Het tweede gedeelte bestaat uit dubbeldeksrijtuigen waar boven en beneden auto's kunnen geladen worden van minder dan 1.85 meter hoog. Tijdens de treinreis kunnen de reizigers in hun voertuig blijven zitten of naast de wagen staan. Behalve enkele toiletten zijn er geen faciliteiten aan boord van de trein. 
De shuttles voor vrachtvervoer (vrachtwagens) zijn eveneens ongeveer 775 meter lang, in tegenstelling tot de rijtuigen voor personenvervoer zijn deze rijtuigen volledig open. Vrachtwagenchauffeurs mogen dan ook niet in hun cabine blijven zitten tijdens de overtocht. Na het oprijden van deze freight shuttle worden de bestuurders opgehaald door een bus van de tunneluitbater die de chauffeurs naar een treinrijtuig vooraan de trein brengt. Dit rijtuig beschikt over zitplaatsen, toiletten en verkoopautomaten.